# Hiroko Ōta
Hiroko Ōta (大田 弘子, Ōta Hiroko), née le 2 février 1954 à Kagoshima dans la préfecture du même nom, est une économiste et femme politique japonaise, proche du Parti libéral démocrate au pouvoir sans en être membre. Elle fut ministre d'État pour la Politique économique et fiscale des Cabinets Abe et Fukuda du 26 septembre 2006 au 1er août 2008. 

## Formation et carrière de chercheur
Diplômée en 1976 en sciences sociales de l'Université Hitotsubashi à Tōkyō, elle travaille dans un premier temps, de 1976 à 1981, pour le groupe Mikimoto, géant mondial de la joaillerie spécialisé dans la perle de culture. Elle s'oriente toutefois par la suite très vite vers la recherche. 
De 1981 à 1993, elle est sociétaire de l'Institut japonais d'assurance vie, puis enseigne à la faculté d'économie à l'Université d'Ōsaka de 1993 à 1996. Elle devient par la suite professeur associée, tout d'abord chargée des cours de politique de la science et des technologies à l'Université de Saitama de 1996 à 1997 et rejoint finalement en 1997 l'Institut national supérieur d'études politiques dont elle devient professeur titulaire en 2001. 
Elle se fait remarquer assez rapidement des pouvoirs publics, et quitte ainsi l'enseignement universitaire en 2003 pour rejoindre le Bureau du Cabinet, d'abord comme directrice générale adjointe (2003-2004) et enfin directrice générale (2004-2006) de la Recherche économique.   

## Membre du Cabinet
Jouissant d'une réputation de femme efficace et compétente, elle est nommée le 26 septembre 2006 par Shinzō Abe ministre d'État pour la Politique économique et fiscale, et est reconduite à ce poste lors du remaniement du 27 août 2007 et à la suite de la formation du gouvernement Fukuda le 25 septembre 2007, et reste au gouvernement jusqu'au 1er août 2008. Elle est, pendant cette période, la seule membre du Cabinet à n'avoir jamais occupé un mandat électif. 